# Sybilla Nitsch
Sybilla Lena Nitsch (født 1980) er en dansk-sydslesvigsk lærer og politiker, der repræsenterer Sydslesvigsk Vælgerforening (SSW) i landdagen i Kiel.
Nitsch læste nordiske sprog og historie i Berlin og Kiel og tog derefter en læreruddannelse på University College Syddanmark i Haderslev. Efter studiet blev hun lærer på den danske skole i Husum. Nitsch er SSW-formand i Nordfrisland og medlem af kredsdagen i Husum. Hun er bl. a. medlem af Sydslesvigsk Forening, Grænseforeningen, Historisk Samfund for Sønderjylland, Foreningen Norden, Friisk Foriining, Nordfriisk Teooter og bestyrelsesmedlem af Region Sønderjylland-Schleswig. Ved landdagsvalget 2022 blev hun valgt ind i Landdagen i Kiel. Nitsch er gift og bor i Husum.

## Weblinks
- Sybilla Nitsch på abgeordnetenwatch.de